# مارسيل دوهامل
مارسيل دوهامل (بالفرنسية: Marcel Duhamel)‏ هو مترجم وكاتب سيناريو وممثل فرنسي، ولد في 16 يوليو 1900 في باريس في فرنسا، وتوفي في 6 مارس 1977 في سان لاورينت دو فار في فرنسا.

## وصلات خارجية
- مارسيل دوهامل على موقع IMDb (الإنجليزية)
- مارسيل دوهامل على موقع ألو سيني (الفرنسية)
- مارسيل دوهامل على موقع أول موفي (الإنجليزية)
- مارسيل دوهامل على موقع قاعدة بيانات الأفلام السويدية (السويدية)
- مارسيل دوهامل على موقع قاعدة بيانات الفيلم (الإنجليزية)
- مارسيل دوهامل على موقع كينوبويسك (الروسية)